# 那霸市
那霸市（日语：／ Naha shi */?，琉球語：／  ?）位于日本冲绳本岛南部的西海岸，是沖繩縣的縣廳所在地，也是琉球列島人口最多的城市。那霸市是沖繩縣的政治、經濟、文化中心，擁有國際機場那霸機場和連接沖繩縣外及附近離島的那霸港，是沖繩縣的玄關。那霸市是日本都道府縣廳所在地城市中面積最小的城市，也是日本首都圈和近畿圈之外人口密度最高的地區。
那霸機場佔那霸市轄區面積的8%以上，再加上駐日美軍設施和那霸港的民用設施的話，實際可用於都市活動的面積更小。加上那霸機場的存在使得那霸部分地區對建築限高，無法修建摩天大樓。但最近那霸市開始在不受航空管制的那霸新都心等北部地區和再開發中的牧志、安里地區等舊市區興建摩天大樓。隨著城市化的進展，那霸附近自治體正成為那霸的睡城。
2010年，以那霸市為中心的那霸都市圈人口約有83萬人。同樣以那霸市為中心的沖繩本島中南部都市圈的人口則有超過112萬人，佔沖繩縣人口的八成以上，是日本屈指的人口集中地區。那霸市中心是由國場川、安里川包圍的平地地區。1987年美軍將牧港住宅地區交還之後，該地區成為那霸新都心並得到開發，正成為那霸新的中心。

## 歷史

### 琉球國時代

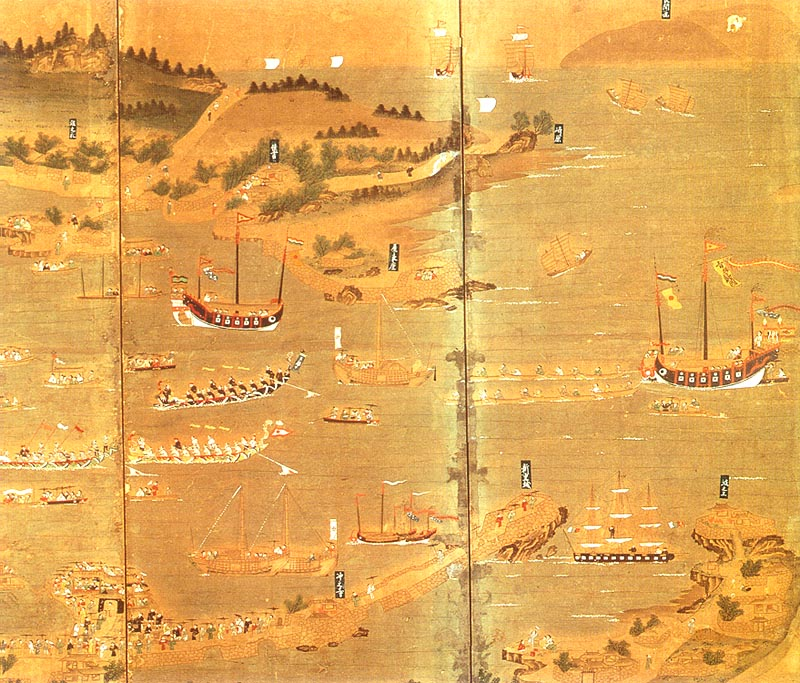
琉球國時代的那霸港

那霸市地處國場川河口，在古代被當地人稱為「浮島」，是國場川、安里川、久茂地川的土砂沖積而成的海灣中的島嶼:172。1451年，尚金福王修築那霸和崇元寺之間的長虹堤，連接那霸和首里之間的陸路交通。17世紀後期，那霸已經是首里的外港，並形成了那霸四町（西、東、若狭、泉崎）。那霸的久米村地區是中國人居住區，居住在這裡的閩人三十六姓在琉球國的貿易發展中發揮重要作用。當時在中國人之間已有「球陽八景」的說法，在葛飾北齋的浮世繪中，也繪有「琉球八景」系列。至琉球國末期時，那霸已因土砂堆積而和冲绳本島連為一體。
15世紀初期，中山國王尚巴志統一沖繩本島，並將政治中心從浦添（現浦添市）遷到首里（即現在那霸市的首里地區）。首里自此成為琉球國的首都:611。16世紀之後，尚真王將琉球各地的豪族集中搬到首里，確立了首里的城市格局:172。1691年，首里人口有16,210人，佔琉球總人口（128,567人）的約八分之一，其中4,419人是士族:172。

### 琉球處分至二戰時期

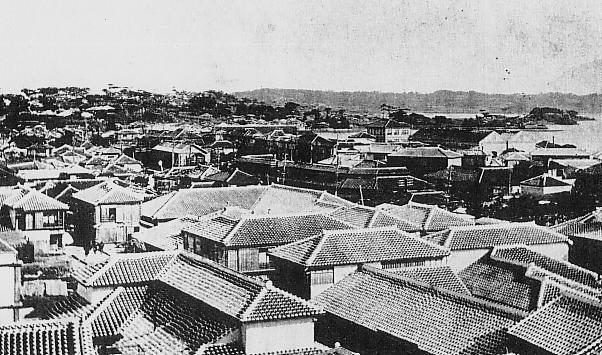
1930年代的那霸市

明治維新之後日本开始废藩置县，1879年废除琉球藩設置沖繩縣，並將行政中心设在那霸，取代首里成为冲绳县的政治、经济和文化中心。1896年，日本實施沖繩縣區制，那霸區正式成立，之後在1903年和1914年兩次合併附近地區。第二次世界大戰前的那霸是沖繩的行政和商業中心，聚集了縣廳等行政機構，是自日本本土前往沖繩各離島和台灣的交通中轉地:172。1921年，那霸設市，那霸市正式成立。成立之初的那霸市面積只有4.82平方公里。與那霸市同時設市的還有當時並不是那霸一部分的首里市。太平洋戰爭爆發之後，那霸市也受到戰火波及。在1944年10月10日的十十空襲中，那霸市九成的地區被燒毀。沖繩島戰役中，不僅那霸市區完全化為焦土，首里城亦因其地下有日軍司令部而成為激戰地區，眾多珍貴文化財產毀於戰火之中。那霸市有超過兩萬人在戰爭中遇難。

### 戰後那霸

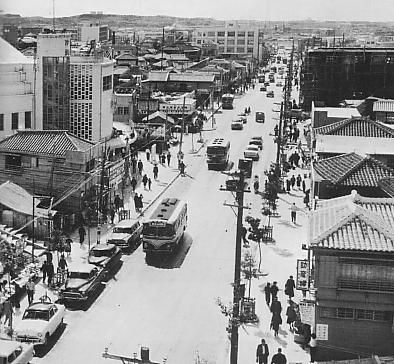
1950年代的國際通

沖繩島戰役之後，那霸市區被美軍佔領並禁止普通民眾進入，市民暫時被安置在避難民收容所:172。1945年11月10日，103名陶業從業者被允許進入那霸市內，是戰後首批被允許進入那霸市內的普通市民:172。1946年，那霸市得以恢復。那霸市的壺屋地區在戰後出現黑市，成為那霸市的商業中心地區，並在1950年改為公設市場。公設市場附近地區出現了多條商店街，其中規模最大的就是國際通，有「奇蹟一英里」之稱。1949年，美軍少將約瑟夫·R·希茨宣布將那霸市建設為沖繩首都，將佔領的土地交還給原本地主並逐漸放開限制。那霸市此後在1950年和港村合併、1954年和首里市及小禄村合併、1957年和真和志市合併，市轄區範圍大幅擴大到設市時的七倍以上。1956年，琉球立法院頒布首都建設法，更加速了那霸的發展。1972年，美軍將沖繩主權移交給日本，那霸再次成為沖繩縣的縣廳所在地。1975年，那霸市舉辦了沖繩國際海洋博覽會。隨著主權移交使得沖繩融入日本經濟，那霸也成為日本中央政府和企業在沖繩的主要據點，使得那霸經濟帶有支店經濟都市特徵:173。2006年，因面積不再是中核市必須要求，那霸市開始以成為中核市為目標。2012年，那霸市成為中核市的申請得到通過，並在翌年4月1日成為日本第42個中核市。

## 地理

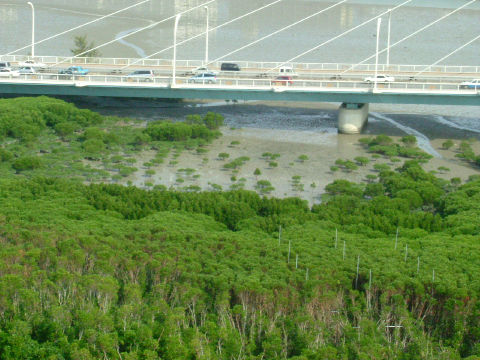
漫湖的紅樹林

### 位置与地质
那霸市地處沖繩島的西南角，位于琉球群島的中部，以那霸市為中心的2000公里半徑內有東京、首爾、平壤、台北、上海、北京、香港、馬尼拉等東亞和東南亞主要都市，堪稱日本南方玄關。那霸市位於沖繩本島南部的西海岸，市區西側臨東海，其他三側則為沖繩縣的其他市町村。那霸市中心地區平坦，但近郊地區則丘陵環繞。那霸郊區的丘陵地區多已開發為建成區，因此都市景觀富高低變化，頗為立體。位於那霸東郊的琉球國故都首里地區也位於高約100米的高台上，部分地區可一覽那霸市全景。那霸市內有數個斷層，舊市區及自首里至天久、安謝一帯和識名一帶有琉球石灰岩露出。那霸沿海的河口地區水深較淺，容易進行填海。那霸機場和那霸新港地區的土地都是通過填海獲得:169。沿海地區有眾多珊瑚礁。那霸市內主要的河川有國場川和安里川。那霸市和豐見城市交界處的漫湖被列入濕地公約加以保護。

### 氣候
那霸市年平均氣溫大約攝氏23度，年降雨量在2000毫米以上，最低氣溫在冬季也很少在攝氏10度以下，屬於高溫多雨的副熱帶型氣候（在柯本氣候分類法中屬於副熱帶濕潤氣候）。由於那霸市屬於海洋性氣候，雖然最高氣溫經常超過30度但很少超過35度，最高氣溫極值是35.6℃。那霸市春季至夏季降水較多，特別是在夏秋之交頻繁有颱風來襲。
| ㋀                                | ㋁        | ㋂        | ㋃        | ㋄        | ㋅        | ㋆        | ㋇        | ㋈        | ㋉        | ㋊        | ㋋        |
| 107 20 15                         | 120 20 15 | 161 22 17 | 166 24 19 | 232 27 22 | 247 29 25 | 141 32 27 | 241 32 27 | 261 30 26 | 153 28 23 | 110 25 20 | 103 21 16 |
| 平均最高及最低溫度以攝氏（℃）表記 |           |           |           |           |           |           |           |           |           |           |           |
| 降雨總量單位為（㎜）              |           |           |           |           |           |           |           |           |           |           |           |

| 英制單位換算                      | 英制單位換算 | 英制單位換算 | 英制單位換算 | 英制單位換算 | 英制單位換算 | 英制單位換算 | 英制單位換算 | 英制單位換算 | 英制單位換算 | 英制單位換算 | 英制單位換算 |
| --------------------------------- | ------------ | ------------ | ------------ | ------------ | ------------ | ------------ | ------------ | ------------ | ------------ | ------------ | ------------ |
| ㋀                                | ㋁           | ㋂           | ㋃           | ㋄           | ㋅           | ㋆           | ㋇           | ㋈           | ㋉           | ㋊           | ㋋           |
| 4.2 67 58                         | 4.7 68 59    | 6.4 71 62    | 6.5 75 66    | 9.1 80 71    | 9.7 85 77    | 5.6 89 80    | 9.5 89 80    | 10 87 78     | 6 82 74      | 4.3 76 68    | 4 70 61      |
| 平均最高及最低溫度以華氏（℉）表記 |              |              |              |              |              |              |              |              |              |              |              |
| 降雨總量單位為英吋（㏌）          |              |              |              |              |              |              |              |              |              |              |              |

| ㋀                                | ㋁        | ㋂        | ㋃        | ㋄        | ㋅        | ㋆        | ㋇        | ㋈        | ㋉        | ㋊        | ㋋        |
| 107 20 15                         | 120 20 15 | 161 22 17 | 166 24 19 | 232 27 22 | 247 29 25 | 141 32 27 | 241 32 27 | 261 30 26 | 153 28 23 | 110 25 20 | 103 21 16 |
| 平均最高及最低溫度以攝氏（℃）表記 |           |           |           |           |           |           |           |           |           |           |           |
| 降雨總量單位為（㎜）              |           |           |           |           |           |           |           |           |           |           |           |

| 英制單位換算                      | 英制單位換算 | 英制單位換算 | 英制單位換算 | 英制單位換算 | 英制單位換算 | 英制單位換算 | 英制單位換算 | 英制單位換算 | 英制單位換算 | 英制單位換算 | 英制單位換算 |
| --------------------------------- | ------------ | ------------ | ------------ | ------------ | ------------ | ------------ | ------------ | ------------ | ------------ | ------------ | ------------ |
| ㋀                                | ㋁           | ㋂           | ㋃           | ㋄           | ㋅           | ㋆           | ㋇           | ㋈           | ㋉           | ㋊           | ㋋           |
| 4.2 67 58                         | 4.7 68 59    | 6.4 71 62    | 6.5 75 66    | 9.1 80 71    | 9.7 85 77    | 5.6 89 80    | 9.5 89 80    | 10 87 78     | 6 82 74      | 4.3 76 68    | 4 70 61      |
| 平均最高及最低溫度以華氏（℉）表記 |              |              |              |              |              |              |              |              |              |              |              |
| 降雨總量單位為英吋（㏌）          |              |              |              |              |              |              |              |              |              |              |              |

| 那霸（平均數據1991-2020年，極端數據1890年迄今） | 那霸（平均數據1991-2020年，極端數據1890年迄今） | 那霸（平均數據1991-2020年，極端數據1890年迄今） | 那霸（平均數據1991-2020年，極端數據1890年迄今） | 那霸（平均數據1991-2020年，極端數據1890年迄今） | 那霸（平均數據1991-2020年，極端數據1890年迄今） | 那霸（平均數據1991-2020年，極端數據1890年迄今） | 那霸（平均數據1991-2020年，極端數據1890年迄今） | 那霸（平均數據1991-2020年，極端數據1890年迄今） | 那霸（平均數據1991-2020年，極端數據1890年迄今） | 那霸（平均數據1991-2020年，極端數據1890年迄今） | 那霸（平均數據1991-2020年，極端數據1890年迄今） | 那霸（平均數據1991-2020年，極端數據1890年迄今） | 那霸（平均數據1991-2020年，極端數據1890年迄今） |
| 月份                                            | 1月                                             | 2月                                             | 3月                                             | 4月                                             | 5月                                             | 6月                                             | 7月                                             | 8月                                             | 9月                                             | 10月                                            | 11月                                            | 12月                                            | 全年                                            |
| ----------------------------------------------- | ----------------------------------------------- | ----------------------------------------------- | ----------------------------------------------- | ----------------------------------------------- | ----------------------------------------------- | ----------------------------------------------- | ----------------------------------------------- | ----------------------------------------------- | ----------------------------------------------- | ----------------------------------------------- | ----------------------------------------------- | ----------------------------------------------- | ----------------------------------------------- |
| 历史最高温 °C（°F）                             | 27.0 (80.6)                                     | 27.1 (80.8)                                     | 28.2 (82.8)                                     | 30.6 (87.1)                                     | 32.0 (89.6)                                     | 34.3 (93.7)                                     | 36.0 (96.8)                                     | 35.6 (96.1)                                     | 34.6 (94.3)                                     | 33.0 (91.4)                                     | 31.6 (88.9)                                     | 29.4 (84.9)                                     | 36.0 (96.8)                                     |
| 平均高温 °C（°F）                               | 19.8 (67.6)                                     | 20.2 (68.4)                                     | 21.9 (71.4)                                     | 24.3 (75.7)                                     | 27.0 (80.6)                                     | 29.8 (85.6)                                     | 31.9 (89.4)                                     | 31.8 (89.2)                                     | 30.6 (87.1)                                     | 28.1 (82.6)                                     | 25.0 (77.0)                                     | 21.5 (70.7)                                     | 26.0 (78.8)                                     |
| 日均气温 °C（°F）                               | 17.3 (63.1)                                     | 17.5 (63.5)                                     | 19.1 (66.4)                                     | 21.5 (70.7)                                     | 24.2 (75.6)                                     | 27.2 (81.0)                                     | 29.1 (84.4)                                     | 29.0 (84.2)                                     | 27.9 (82.2)                                     | 25.5 (77.9)                                     | 22.5 (72.5)                                     | 19.0 (66.2)                                     | 23.3 (73.9)                                     |
| 平均低温 °C（°F）                               | 14.9 (58.8)                                     | 15.1 (59.2)                                     | 16.7 (62.1)                                     | 19.1 (66.4)                                     | 22.1 (71.8)                                     | 25.2 (77.4)                                     | 27.0 (80.6)                                     | 26.8 (80.2)                                     | 25.8 (78.4)                                     | 23.5 (74.3)                                     | 20.4 (68.7)                                     | 16.8 (62.2)                                     | 21.1 (70.0)                                     |
| 历史最低温 °C（°F）                             | 6.1 (43.0)                                      | 4.9 (40.8)                                      | 6.3 (43.3)                                      | 8.7 (47.7)                                      | 11.0 (51.8)                                     | 14.8 (58.6)                                     | 20.8 (69.4)                                     | 20.7 (69.3)                                     | 17.0 (62.6)                                     | 14.8 (58.6)                                     | 8.6 (47.5)                                      | 6.8 (44.2)                                      | 4.9 (40.8)                                      |
| 平均降雨量 mm（）                               | 101.6 (4.00)                                    | 114.5 (4.51)                                    | 142.8 (5.62)                                    | 161.0 (6.34)                                    | 245.3 (9.66)                                    | 284.4 (11.20)                                   | 188.1 (7.41)                                    | 240.0 (9.45)                                    | 275.2 (10.83)                                   | 179.2 (7.06)                                    | 119.1 (4.69)                                    | 110.0 (4.33)                                    | 2,161.2 (85.1)                                  |
| 平均降雨天数（≥ 0.5mm）                         | 12.2                                            | 11.3                                            | 12.6                                            | 11.6                                            | 13.1                                            | 12.4                                            | 11.0                                            | 13.9                                            | 13.3                                            | 10.6                                            | 9.6                                             | 10.7                                            | 142.3                                           |
| 平均相對濕度（％）                              | 66                                              | 69                                              | 71                                              | 75                                              | 78                                              | 83                                              | 78                                              | 78                                              | 75                                              | 72                                              | 69                                              | 67                                              | 73                                              |
| 月均日照時數                                    | 93.1                                            | 93.1                                            | 115.3                                           | 120.9                                           | 138.2                                           | 159.5                                           | 227.0                                           | 206.3                                           | 181.3                                           | 163.3                                           | 121.7                                           | 107.4                                           | 1,727.1                                         |
| 来源1：                                         |                                                 |                                                 |                                                 |                                                 |                                                 |                                                 |                                                 |                                                 |                                                 |                                                 |                                                 |                                                 |                                                 |
| 来源2：                                         |                                                 |                                                 |                                                 |                                                 |                                                 |                                                 |                                                 |                                                 |                                                 |                                                 |                                                 |                                                 |                                                 |

## 人口
1935年時，沖繩縣總人口約有59萬人，其中那霸市有約6.5萬人，首里市有約1.9萬人:172。第二次世界大戰導致那霸市人口急劇減少，戰後更因美軍禁止平民進入那霸而一度只有軍人人口。美軍放開限制之後，那霸市人口迅速增加，1957年合併真和志市之後達到19萬人:173。1972年沖繩返還之後，那霸市在1975年有人口295,006人。但由於市內已是過密狀態，1970年代之後那霸市人口增加緩慢，1990年代前期更一度減少。2017年3月31日時，那霸市有人口321,088人。那霸市人口密度極高，平均每平方公里人口數超過8000人，在都道府縣廳所在地中位於第四位，僅次於新宿區、大阪市、橫濱市。那霸市的總和生育率約有1.7，低於沖繩縣平均值但高於日本平均值。

## 政治
在日本眾議院選舉中，那霸市和久米島町、渡嘉敷村、座間味村、粟国村、渡名喜村、南大東村、北大東村屬於沖繩縣第1區。該選區是日本保守勢力和革新勢力對抗最激烈的選區之一，自導入小選區制以來，公明黨、自民黨、國民新黨的候選人在該選區均有過當選記錄。在2014年眾議院選舉中，日本共產黨候選人赤嶺政賢當選該選區的眾議員，是日本共產黨自1996年以來時隔18年獲得小選舉區議席。但該選區另外兩個候選人（自民黨的國場幸之助和維新黨的下地幹郎）亦通過比例代表復活當選。2017年眾議院選舉也延續了這一局面。赤嶺政賢在2021年眾議院選舉亦取得連任，自民黨的國場幸之助則通過比例代表復活當選。
在2022年那霸市長選舉時，得到自民黨和公明黨支持的前那霸市副市長知念覺首次當選那霸市長。那覇市議会共有40名議員，其中以Nirai議員最多，有8名議員。沖繩縣議會中，那霸市和南部離島是一個選舉區，有11名議員。
由於那霸駐日美軍眾多和鄰近台灣的地理位置，美國和中華民國在那霸設有外交機構（但事实上美國駐冲绳總領事館的具體地理位置是在浦添市）。

## 經濟

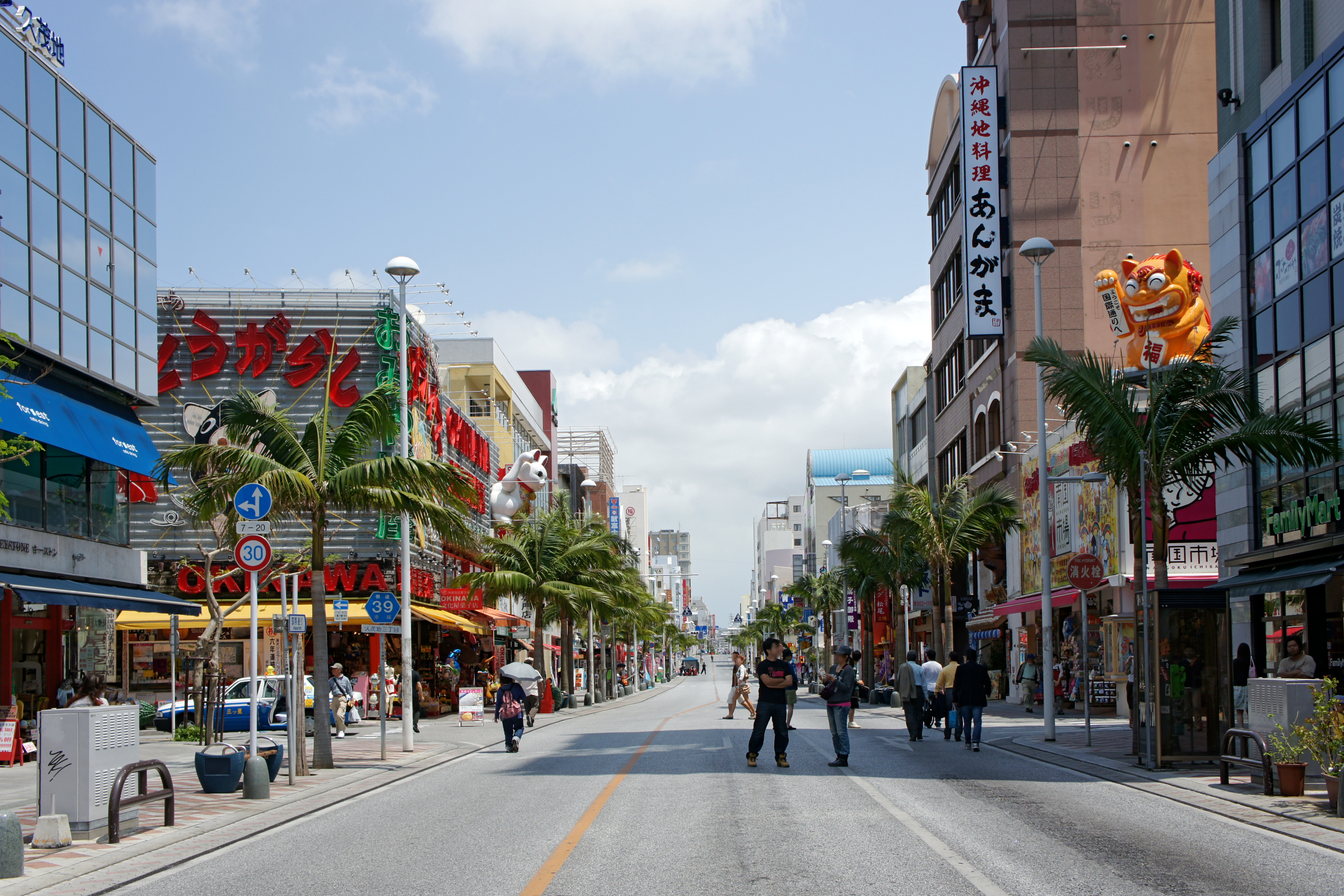
國際通是那霸市重要觀光景點和商業區

2019財年，那霸市的市內生產總值有14,303.79億日元，其中第一產業佔0.2%、第二產業佔8.9%、第三產業佔91.5%。由於那霸市區土地已經幾乎全部作為市區用地得到開發，市內的耕地面積只有5公頃，農業就業人口只有157人，漁業就業人口也只有241人。那霸市的農業生產金額有15.6億日元，以雞蛋和豬肉的比例最高；捕魚量則以金槍魚類的比例最高。
那霸市經濟對公共建設的依賴度較高，這在第二產業的比重中也能看出。在那霸市第二產業總量中，製造業只佔1%，而建設業佔7.2%。那霸市的工業品生產額在沖繩縣內也只居第六位。那霸市經濟總量中第三產業所佔比例遠高於日本平均值，其中又以零售業、不動產業、服務業比例較高。總部位於那霸市的銀行有琉球銀行、沖繩銀行、沖繩海邦銀行。那霸市的全年零售業銷售額超過2682.8億日元，是沖繩縣主要的商業中心。旅遊業在那霸市經濟中亦有很高比重。2019年度，那霸市的觀光客數超過891萬人。

## 文化教育

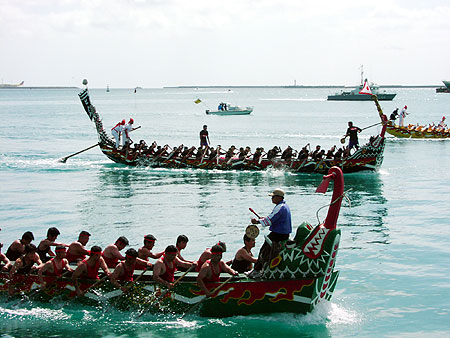
那霸賽龍舟

包括那霸市在內的琉球群島在歷史上長期屬於琉球國，戰後又被美國統治，因此具有独特的本地特色文化。那霸市的方言屬於琉球語中的沖繩語，其下又可再细分為琉球國時代士族使用的首里方言和商人使用的那霸方言:123-125。隨著琉球國的滅亡，現在首里方言已幾乎不被使用。但即使是那霸方言也受到日語標準語的推广与普及而使用度大幅減少。沖繩語和以东京方言为基础的标准日语融合之後誕生的沖繩日語雖然在文法上和日語標準語基本相同，但在詞彙和發音上仍有差異。:132-134。那霸賽龍舟是沖繩縣內最大的民俗節慶活動，起源於端午節賽龍舟的風俗，多在每年五月初舉行。那霸的飲食文化亦具有特色。沖繩由於受到福建飲食文化的影響，主要肉食是豬肉而非日本本土的魚肉。那霸的料理可以分為首里城的宮廷料理和庶民料理，代表菜餚有豬蹄、沖繩麵條等。現在那霸當地有眾多餐廳同時這兩種流派的琉球料理菜餚。
FC琉球和琉球黃金國王是那霸市的兩家職業體育俱樂部。FC琉球創建於2003年，現在參加J3聯賽。琉球黃金國王現在參加B聯賽，在BJ聯盟時期四次獲得聯盟冠軍。沖繩縣的兩家地方報紙琉球新報和沖繩時報的總部均位於那霸市。那霸市還有NHK沖繩放送局、琉球放送、琉球朝日放送、沖繩電視台四家電視台，以及沖繩廣播、FM琉球、FM那霸等電台。創建於1961年沖繩大學是那霸市內唯一的大學，也是日本最南端的四年制大學。那霸市還有沖繩縣立看護大學和沖繩縣立藝術大學兩家公立大學和沖繩女子短期大學一家短期大學。

## 交通

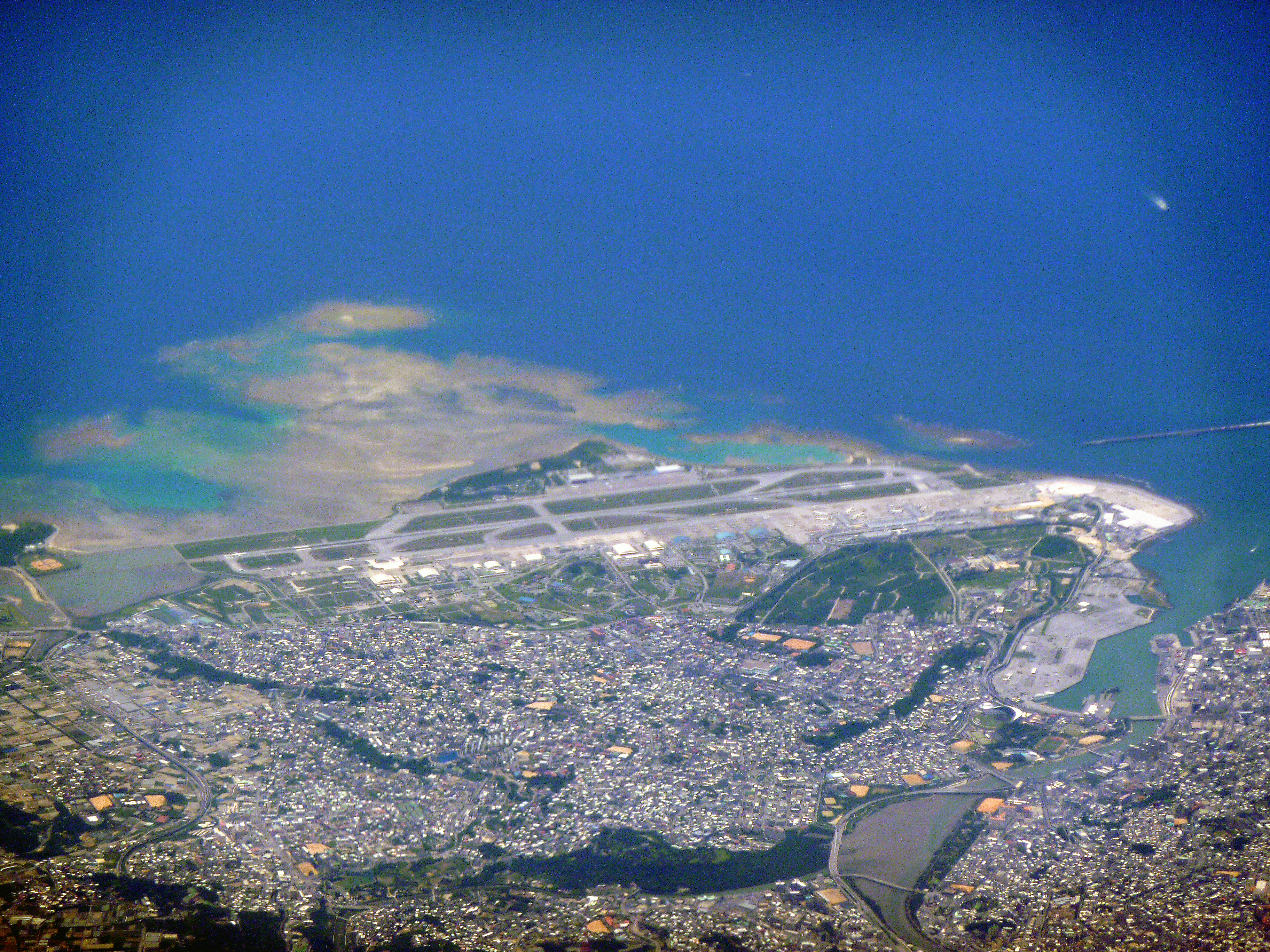
那霸機場

那霸市是連接琉球群島和日本本土的玄關，航空及海運交通便利。但另一方面，由於那霸市的公共交通並不發達，使得那霸市的交通堵塞問題十分嚴重。那霸是沖繩自動車道在南側的端點，市內還有多條國道通過。那霸市內的公車則由琉球巴士交通、沖繩巴士、那霸巴士、東陽巴士運行。在二戰之前，沖繩縣營鐵道曾在那霸市內營運與那原線、嘉手納線、糸滿線三條路線，沖繩電氣亦曾運行有路面電車。但沖繩電氣的路面電車在1933年被廢止，沖繩縣營鐵道的路線也在二戰中破壞。因此那霸市現在並無普通鐵路。為解決嚴重的交通堵塞問題，沖繩都市單軌電車在2003年開通了單軌鐵路。沖繩都市單軌電車線是沖繩現在唯一的軌道交通。2019年，沖繩都市單軌電車線延伸了4.1公里並新設四個車站，其中石嶺位於那霸市境內。
那霸港是那霸的海上門戶，不僅運行有前往沖繩各離島和日本本土的客運航線，亦有貨櫃碼頭，是沖繩的物流中心之一。那霸機場於1933年開始投入使用，最初是軍用機場，於1936年改為軍民兩用機場。現在那霸機場跑道長3000米，2013年度乘客數約1621萬人，是連接那霸和日本本土及外國的最重要玄關。那霸機場設有國內線、國際線和LCC三個客運航廈和貨運航廈，運行有前往日本各主要都市及沖繩主要離島的日本國內航線，以及前往韓國、中國大陸、香港、台灣10個城市的國際航線。

## 旅游

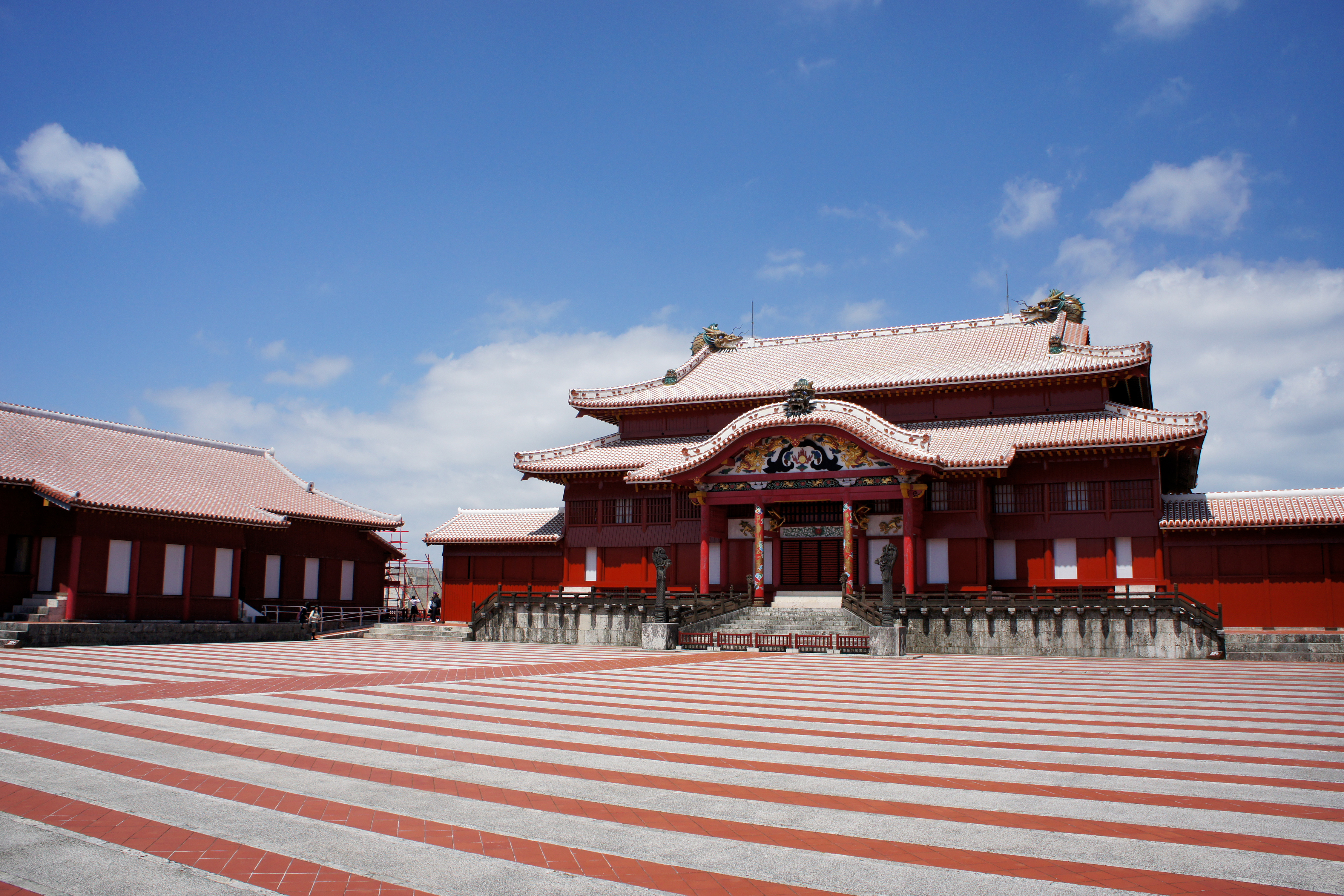
首里城

世界文化遺產琉球王國的城堡以及相關遺產群中的首里城、識名園、玉陵、園比屋武御嶽位於那霸市。首里城地處那霸市近郊的首里地區，是琉球國的都城，可分為興建於15世紀初期的內郭和興建於16世紀中期的外郭兩個部分，建築風格在融合了日本、中國兩國元素的同時又有琉球特徵。首里城不僅是琉球國的政治中樞，也是信仰上的聖地和文化藝術中心。在琉球國被日本吞併之後，首里城曾作為軍隊用地和學校使用。1930年代進行了首里城大規模修繕，但其後毀於沖繩島戰役。在戰後，首里城成爲了琉球大學的校區，1980年代琉球大學搬遷之後，首里城開始大規模重建，並在2000年成為世界文化遺產。識名園是一座琉球庭園，也是琉球王室的別邸和接待外國使節之處。玉陵是琉球國王室的陵墓。園比屋武御嶽則是尚真王時代的御嶽，是琉球特有的宗教設施。
那霸市中心的國際通也是那霸市主要觀光景區之一。國際通開通於1934年，在戰後因一座名為國際劇場的電影院而得現名。1950年代的國際通電影院鱗次櫛比，娛樂設施眾多。現在的國際通則多是面向觀光客的店鋪和旅館。位於國際通附近的牧志公設市場在戰後初期曾是黑市，1950年代後改為由政府監管的公設市場。牧志公設市場有「那霸的廚房」之稱，現在共有兩層，一層銷售眾多具有沖繩特色的食材，二層則是主要面向觀光客的各類餐廳。2019年，牧志公設市場暫時關閉，以在原地修建新市場，預計在2022年完成。

## 姊妹都市

### 日本
那霸市和以下日本城市有友好都市或姊妹都市的關係：
| 縣       | 城市   | 締結日期      |
| -------- | ------ | ------------- |
| 宮崎縣   | 日南市 | 1969年4月24日 |
| 神奈川縣 | 川崎市 | 1996年5月20日 |

此外那霸市還和靜岡市、金澤市是交流連攜都市。

### 海外
那霸市和以下海外城市有姊妹都市的關係：
| 國家           | 城市                 | 締結日期      |
| -------------- | -------------------- | ------------- |
| 中华人民共和国 | 福州市（福建省）     | 1981年5月20日 |
| 巴西           | 聖維森特（聖保羅州） | 1978年        |
| 美国           | 檀香山（夏威夷州）   | 1961年1月10日 |

## 外部連結
- （日語）那霸市 （页面存档备份，存于）（官方网站）
- （日語）那霸市观光协会 （页面存档备份，存于）
  - （日語）http://www.naha-machima-i.com/ （页面存档备份，存于）
- （中文）維客旅行上的那霸市
- OpenStreetMap上有關那霸市的地理